# 博天
伯努瓦·波捷 (法語：Benoît Potier，法語發音：[bənwa potje]；1957年9月3日—) ，汉名博天，是一位法国企业家，液化空气集团董事长兼首席执行官。

## 生平
1979年毕业于巴黎中央理工学院，之后进入欧洲工商管理学院。1981年进入液化空气集团担任研发工程师。1985年至1993年担任公司工程建设部项目经理和业务开发人员，1993年担任战略规划和组织总监，1994年担任运营副总监，1995年被任命为执行副总裁。2006年起担任液化空气集团董事长兼首席执行官。此外他还担任米其林、西门子和达能集团的监事会成员。

## 荣誉
2006年获得法國榮譽軍團勳章。